# GB-MG Maglificio

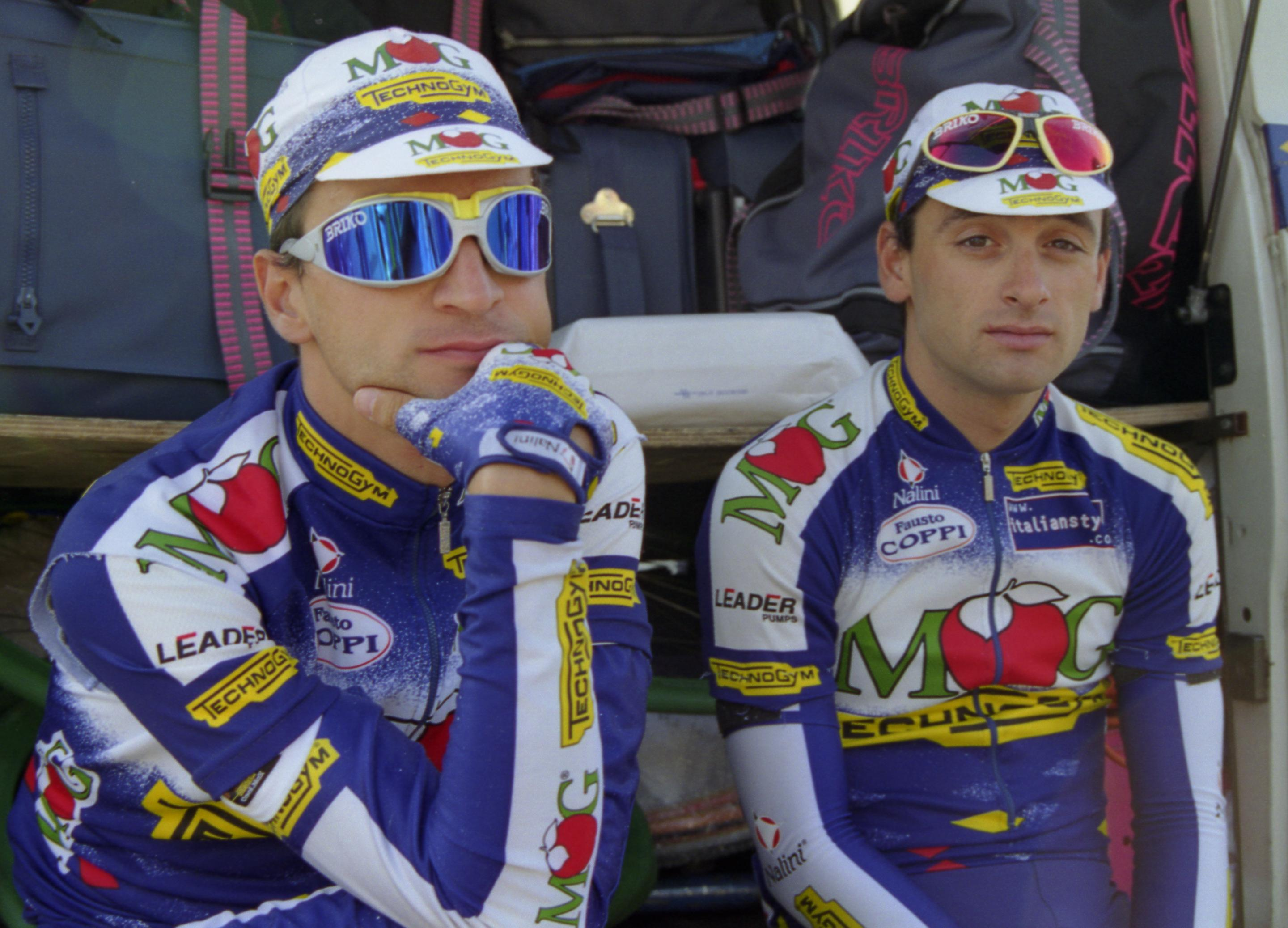
Michele Bartoli (l.) und Paolo Bettini (r.) vor Paris-Tours 1997

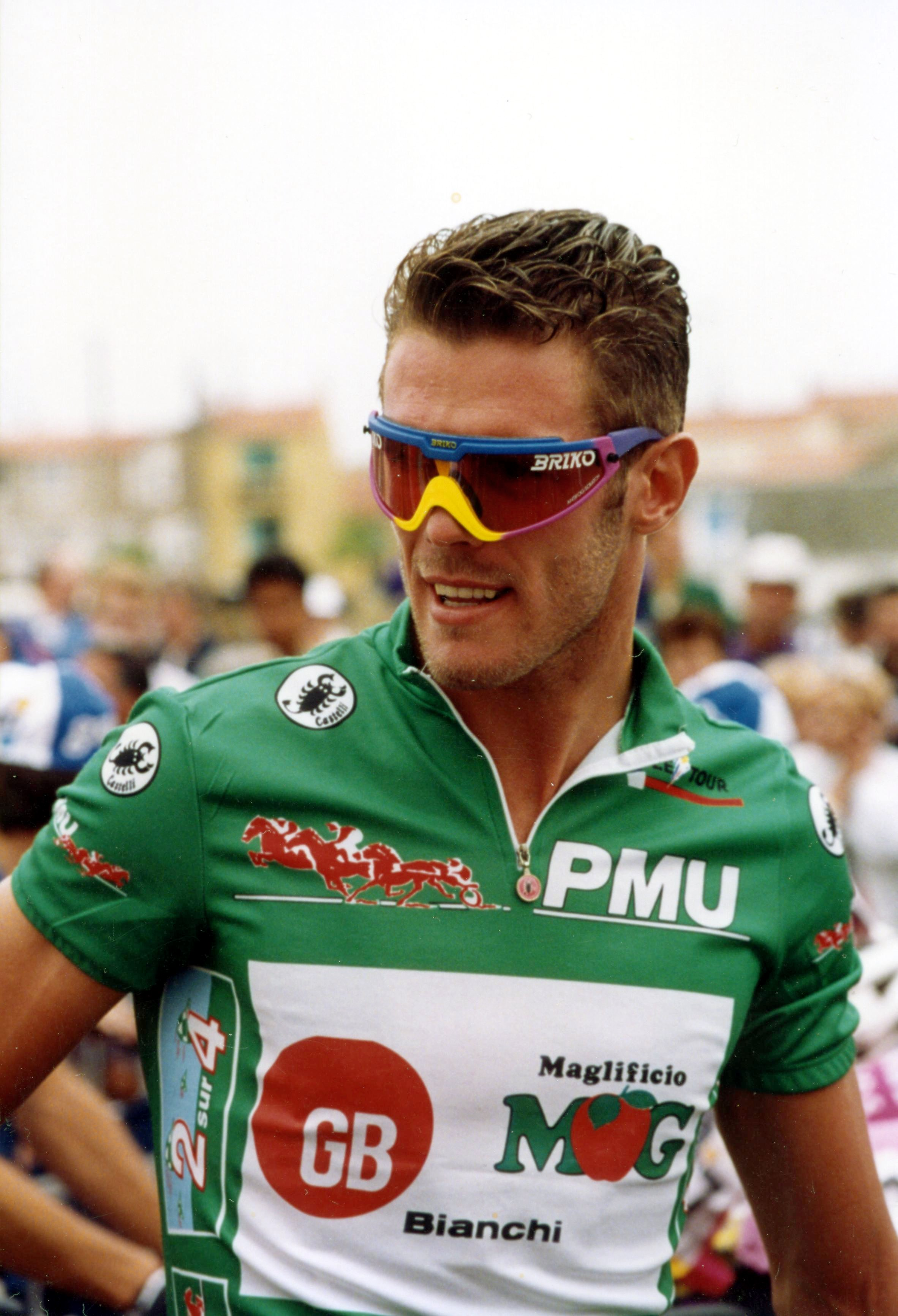
Mario Cipollini bei der Tour de France 1993

Riso Scotti-MG Maglificio, GB-MG Boys Maglificio, GB-MG Boys Maglificio-Technogym und MG Maglificio-Technogym war ein italienisches Radsportteam, das von 1992 bis 1998 existierte.

## Geschichte
Das Team wurde 1992 unter Paolo Abetoni, Patrick Lefevere, Giancarlo Ferretti und Roger De Vlaeminck aus Teilen des aufgelösten Del Tongo-Teams und dem Tonton Tapis-GB-Teams gegründet.
Die größten Erfolge des Teams waren der Tour-de-Suisse-Gesamtsieg von Pascal Richard, der Gewinn des Rad-Weltcup 1997 von Michele Bartoli sowie Siege bei der Flandern-Rundfahrt 1993 und 1996, Lüttich-Bastogne-Lüttich 1996 und 1997. Außerdem erreichte das Team zahlreiche Etappensiege beim Giro d’Italia (20×), bei der Tour de France (10×),  und der Vuelta a España (3×). Am Ende der Saison 1998 wurde das Team aufgelöst.
Ab 1992 bis 1995 war die belgische Supermarktkette GB Hauptsponsor. Nach dem Wechsel von GB zum Team Mapei 1995, übernahm das italienische Modeunternehmen MG Boy’s als Hauptsponsor bis 1997. 1998 stieg der italienische Nahrungsmittelhersteller Riso Scotti aus Pavia als Hauptsponsor ein. Co-Sponsoren waren 1992 bis 1994 und 1998 MG Boys sowie 1994 bis 1997 der italienische Fitnessgeräte-Hersteller Technogym.

## Erfolge (Auszug)
1992
- eine Etappe Tour de France
- sieben Etappen Giro d’Italia
- Gent–Wevelgem
- vier Etappen Paris–Nizza
- drei Etappen Vier Tage von Dünkirchen

1993
- eine Etappe Tour de France
- zwei Etappen Giro d’Italia
- zwei Etappen Tour de Suisse
- Flandern-Rundfahrt
- Paris-Tours
- Gent–Wevelgem
- Scheldeprijs
- vier Etappen Paris–Nizza

1994
- eine Etappe Giro d’Italia
- Gesamtwertung und drei Etappen Tour de Suisse
- Gesamtwertung und zwei Etappen Tour de Romandie
- Amstel Gold Race
- Gent–Wevelgem
- Paris-Brüssel
- drei Etappen Paris–Nizza

1995
- eine Etappe Tour de France
- eine Etappe Tour de Suisse
- zwei Etappen Paris–Nizza
- eine Etappe Tirreno–Adriatico

1996
- eine Etappe Tour de France
- zwei Etappen Vuelta a España
- zwei Etappen Tour de Suisse
- Flandern-Rundfahrt
- Lüttich-Bastogne-Lüttich
- eine Etappe Paris–Nizza
- eine Etappe Katalonien-Rundfahrt
- zwei Etappen Tirreno–Adriatico

1997
- eine Etappe Tirreno–Adriatico
- Rad-Weltcup
- Lüttich-Bastogne-Lüttich
- Paris-Brüssel

1998
- zwei Etappen Giro d’Italia
- Gesamtwertung und eine Etappe Baby Giro
- Rund um den Henninger-Turm
- eine Etappe Tour de Romandie

### Weitere Platzierungen
| Monument                 | 1992 | 1993 | 1994 | 1995 | 1996 | 1997 | 1998 |
| ------------------------ | ---- | ---- | ---- | ---- | ---- | ---- | ---- |
| Mailand–Sanremo          | 27   | 7    | 6    | 4    | 3    | 5    | 28   |
| Flandern-Rundfahrt       | 9    | 1    | 2    | 2    | 1    | 7    | 13   |
| Paris–Roubaix            | 11   | 2    | 2    | 7    | 15   | 15   | –    |
| Lüttich–Bastogne–Lüttich | 29   | 12   | 7    | 2    | 1    | 1    | 14   |
| Lombardei-Rundfahrt      | 9    | 15   | 3    | 4    | 6    | 4    | –    |

| Grand Tour            | 1992 | 1993 | 1994 | 1995 | 1996 | 1997 | 1998 |
| --------------------- | ---- | ---- | ---- | ---- | ---- | ---- | ---- |
| Giro d’ItaliaGiro     | 3    | 10   | 15   | 13   | 25   | 25   | 23   |
| Tour de FranceTour    | 11   | 3    | 7    | 33   | 15   | 110  | DNF  |
| Vuelta a EspañaVuelta | 36   | –    | –    | –    | 4    | –    | –    |

## Bekannte Fahrer
- Fabio Baldato (1992–1998)
- Franco Ballerini (1992–1993)
- Davide Rebellin (1992–1995)
- Andreï Tchmil (1992–1993)
- Mario Cipollini (1992–1993)
- Johan Museeuw (1993–1994)
- Wilfried Peeters (1993–1994)
- Maximilian Sciandri (1994–1995)
- Rolf Sørensen (1994–1995)
- Alberto Elli (1994–1996)
- Rolf Järmann (1994–1996)
- Pascal Richard (1994–1996)
- Nicola Loda (1994–1997)
- Gianni Bugno (1995–1996)
- Michele Bartoli (1996–1997)
- Paolo Bettini (1997)
- Matteo Tosatto (1997)
- Nicola Minali (1998)